# Bagabag (Papua New Guinea)
Bagabag là một đảo núi lửa thuộc tỉnh Madang, Papua New Guinea. Đây vốn là một ngọn núi lửa nhô lên từ đáy đại dương nhưng đã ngừng hoạt động.
Bagabag cách mũi Croilles trên bời biển phía bắc của Papua New Guinea 43 km và đây là hòn đảo có khoảng cách gần nhất với đảo Karkar, chỉ cách 18 km về phía tây bắc. Hòn đảo này có hình dáng khá tròn, hình phểu lộn ngược nếu nhìn từ trên không, có đường kính chừng 7 km, nó có diện tích 37 km ². Đặc tính nổi bật của bờ biển là vịnh New Year cắt vào phía đông Nam của đảo. Do có nguồn gốc từ núi lửa, Bagabag có địa hình dóc, với các thảm thực vật lên cao đến 600 m so với mực nước biển. Phần lớn bờ biển phía bắc, phía đông và phía nam của đảo được bao quanh bởi một hàng rào kiểu rạn san hô ra xa đến khoảng 2 km ngoài khơi, những rạn san hô hẹp, và chủ yếu là ngập nước.
Người từ Karkar ghé thăm đảo bằng xuồng, đặc sản của đảo Bagabag là cây và quả câu, lợn bản địa và thực phẩm vườn. Hòn đảo này có 4 ngôi làng với hơn 3000 người cư trú.